# Jiří Dadák
Jiří Dadák (7. března 1926, Valašské Meziříčí – 6. března 2014, Zlín) byl československý atlet, jehož specializací byl hod kladivem.
V roce 1950 vybojoval na mistrovství Evropy v Bruselu bronzovou medaili. O dva roky později reprezentoval na letních olympijských hrách v Helsinkách, kde skončil s výkonem 56,81 m těsně pod stupni vítězů, na čtvrtém místě. V roce 1954 obsadil na mistrovství Evropy ve švýcarském Bernu ve finále deváté místo (55,66 m). 
Jiří Dadák byl syn známého podnikatele Arnošta Dadáka a mladší bratr Arnošta Dadáka (mladšího).